# Tricoma globocapitata
Tricoma globocapitata är en rundmaskart som beskrevs av Timm 1970. Tricoma globocapitata ingår i släktet Tricoma och familjen Desmoscolecidae. Inga underarter finns listade i Catalogue of Life.